# José Borjes
José Borjes, nome in catalano Josep Borges (Vernet, 1813 – Tagliacozzo, 8 dicembre 1861), è stato un generale spagnolo. Inizialmente a servizio dell'esercito carlista, e per questo esiliato in Francia, passò poi al servizio della regina Isabella II di Borbone. Guidò poi una spedizione di filo-borbonici spagnoli e italiani, nell'ambito del brigantaggio postunitario, per riconquistare il perduto Regno delle Due Sicilie in favore di Francesco II di Borbone.
Noto per le sue imprese con il capo brigante lucano Carmine Crocco, i loro rapporti si deteriorarono lentamente per divergenze circa il comando delle operazioni. Venne fucilato a Tagliacozzo assieme ai suoi uomini, dopo essere stato catturato da un reparto di bersaglieri del Regio Esercito.

## Biografia

### Inizi
Nato a Vernet (Artesa de Segre, Lleida), un piccolo centro della Catalogna, José Borjes era figlio di Antonio, un ufficiale dell'esercito che partecipò ai conflitti antinapoleonici, in seguito fucilato a Cervera, durante la Prima Guerra Carlista, nel 1836. Di educazione cattolica e tradizionalista, si dedicò proficuamente agli studi umanistici, in particolare quelli di Cesare.
Formatosi presso l'accademia militare di Lleida, si arruolò nelle milizie carliste di Don Carlos, divenendone comandante di brigata nel 1840. Dopo la disfatta dei carlisti, Borjes esiliò in Francia, arrangiandosi come rilegatore, precettore e commerciante di vini. Successivamente tornò in Spagna e praticò azioni di guerriglia nel 1846-1848 e nel 1855, passando alla causa della regina Isabella II di Spagna. Nel 1860, si recò a Roma cercando di mettersi al servizio dello Stato Pontificio ma le autorità papali in ultima istanza rifiutarono.
Tornato in Francia, fu contattato dagli agenti borbonici inviati dal generale Tommaso Clary, ricevendo l'invito di servire il governo borbonico in esilio. Gli fu prospettata una situazione favorevole, in cui lo avrebbero atteso i comitati borbonici e numerosi ribelli, pronti a combattere per restaurare il regno. Borjes, di sinceri e profondi convincimenti legittimisti ed affascinato dalla proposta, accettò l'incarico.

### Sbarco in Calabria
Il generale, con soli 17 combattenti, iniziò la sua missione partendo da Marsiglia e giungendo prima a Malta e poi a Capo Spartivento, in Calabria. Qui Borjes cominciò a dubitare delle promesse fatte da Clary, non trovando nessuno ad attenderlo.
Le popolazioni locali apparvero diffidenti se non ostili. Giunto a Precacore (l'odierna Samo), venne accolto da un parroco, ma nessun rappresentante del comitato borbonico giunse a riceverlo e riuscì ad arruolare solamente una ventina di contadini. Incontrò la banda di Ferdinando Mittiga, composta da 120 uomini, con la quale attaccò il comune di Platì senza successo.
Abbandonato da Mittiga, che verrà ucciso qualche giorno dopo in uno scontro, e inseguito dalle guardie nazionali che fucilavano chiunque gli fornisse aiuto, Borjes si diresse verso la Basilicata su indicazione di un delegato del principe di Bisignano, nella speranza di trovare una situazione più ottimale.

### Alleanza con Carmine Crocco

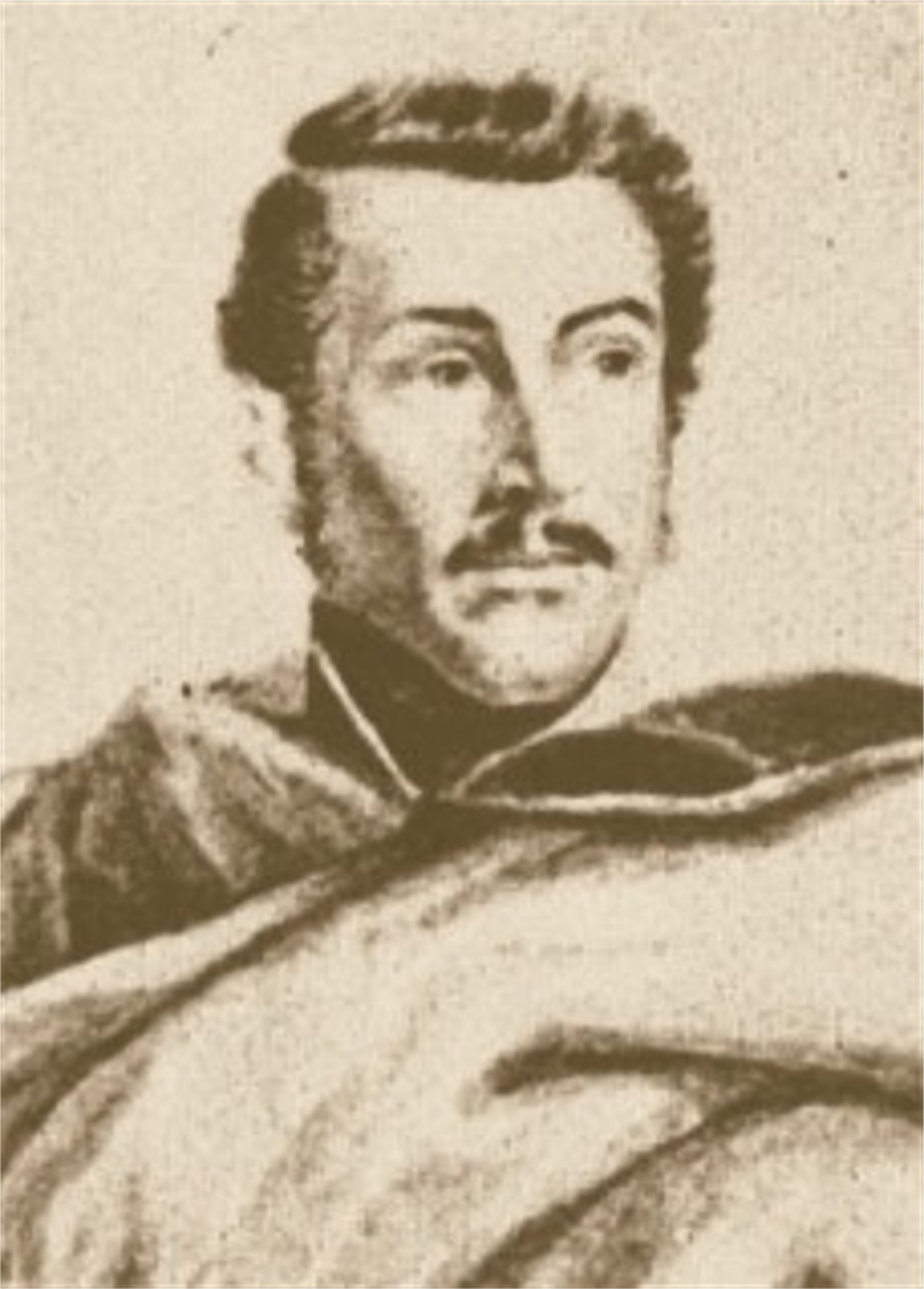
Ritratto di José Borjes

Nel mese di ottobre, approdò in Basilicata per incontrare il capo di una delle bande più temute di quel periodo, Carmine Crocco. Il generale catalano fu accolto da Crocco e i suoi uomini nei boschi di Lagopesole. I patti prevedevano di trasformare la sua banda in un esercito regolare, impiegando precise tattiche militari, conquistare più comuni possibile per arruolare nuovi combattenti e conquistare Potenza, la più consistente roccaforte sabauda della regione.
Crocco, sebbene stipulò l'accordo, non si fidò di Borjes sin dall'inizio, temendo che costui volesse sottrargli le bande e i territori sotto il suo potere. Stipulata l'alleanza, il capobrigante, Borjes e l'armata dei briganti riuscirono ad ottenere numerose vittorie ma, contro il volere del generale, venne evitato il tentativo di conquistare Potenza e l'esercito era ormai ridotto allo stremo. Così Crocco decise di ritirarsi a Monticchio, rompendo la sua alleanza con Borjes, mosso anche dalla mancata promessa di un rinforzo militare da parte dell'esule governo borbonico. Il generale, amareggiato dalla sua decisione, si mosse verso Roma per informare re Francesco II dell'accaduto e nel tentativo di organizzare un esercito di volontari per ripetere l'operazione.

### La morte
Giunto quasi al confine tra l'Abruzzo e il Lazio, ordinò ai suoi uomini di fare una sosta durante la fredda e nevosa notte tra il 7 e l'8 dicembre 1861 nel casale Mastroddi, tra Sante Marie e la frazione di Castelvecchio in valle di Luppa. Questa decisione si rivelò fatale: il generale e il suo drappello vennero braccati dai bersaglieri italiani comandati dal maggiore Enrico Franchini, informati del loro arrivo da alcune persone del posto. Venne ingaggiato un conflitto a fuoco e, dopo l'incendio della cascina da parte dei bersaglieri, i legittimisti furono costretti ad arrendersi e furono portati in piazza dell'Obelisco a Tagliacozzo per essere condannati a morte senza processo .
Consegnata la sua spada a Franchini, Borjes chiese di confessarsi in una cappella assieme agli altri prigionieri. Poco prima di morire, il generale urlò «L'ultima nostra ora è giunta, moriamo da forti.». Davanti al plotone d'esecuzione, si abbracciò ai suoi uomini e recitò una litania in spagnolo, interrotta bruscamente dalla fucilazione. I cadaveri, spogliati dei propri effetti personali, furono sepolti in una fossa comune ma per intercessione di Folco Russo, principe di Scilla, e del visconte parigino di San Priest, la salma del militare catalano fu riesumata per ordine del generale Alfonso La Marmora e portata a Roma per ricevere solenni funerali.
La morte di Borjes suscitò indignazione e venne aspramente criticata, anche da personalità liberali. Lo scrittore Victor Hugo, benché ammiratore degli ideali risorgimentali, accusò il neonato regno di Vittorio Emanuele II per i metodi impiegati esclamando «Il governo italiano fucila i realisti». L'archeologo François Lenormant definì il generale «uno di quegli avversari che ci si onora di rispettare» e considerò la sua morte «una macchia sanguinosa per il governo italiano». Il generale Rafael Tristany, compagno d'armi di Borjes nelle guerre carliste e impiegato dai Borbone per sollevare il popolo alla frontiera pontificia, accusò i generali borbonici Clary e Giovan Battista Vial come responsabili della sua morte, per averlo ingannato sulle direttive delle insorgenze mentre loro si trovavano al sicuro negli agi della corte romana.

## Il diario
Il diario di Borjes, originariamente scritto in francese e dove annotava gli eventi salienti della sua impresa in Calabria e Basilicata, ebbe una larga distribuzione e fu più volte stampato. Nel 1862 fu pubblicato dallo scrittore Marc Monnier nell'opera Histoire du Brigandage dans l'Italie méridionale. Monnier aveva ottenuto il diario dal deputato Antonio Ranieri, dopo esser passato al vaglio dell'allora presidente del Consiglio Urbano Rattazzi. Nello stesso anno uscì una traduzione in italiano in appendice al libro Notizie storiche documentate sul brigantaggio.
Gli appunti del generale e alcune lettere che inviò al generale Bosco vennero anche pubblicati dallo scrittore Emilio Cardinali in I briganti e la corte pontificia (1862), mentre l'anno seguente il manoscritto fu inserito nell'opera di Giacomo Oddo Il brigantaggio; o, L'Italia dopo la dittatura di Garibaldi. Nel 1864, il diario di Borjes fu tradotto in spagnolo e pubblicato dai giornalisti Joan Mañé i Flaquer e Joaquim Mola i Martinez in Historia del bandolerismo y de la Camorra en la Italia meridional. In Gran Bretagna, alcuni passi del diario furono tradotti da David Hilton Wheeler nell'opera Brigandage in South Italy e, nel 1865, l'autore francese Armand Lévy lo riportò integralmente in La Cour de Rome, Le Brigandage et la Convention Franco-Italienne.
Nel novecento, il diario di Borjes ebbe altre ristampe, tra cui quelle di Tommaso Pedio (José Borjès, la mia vita da brigante, 1965) e Gianni Custodero (José Borjès, da hidalgo a brigante, 2001).

## Borjes nella cultura di massa

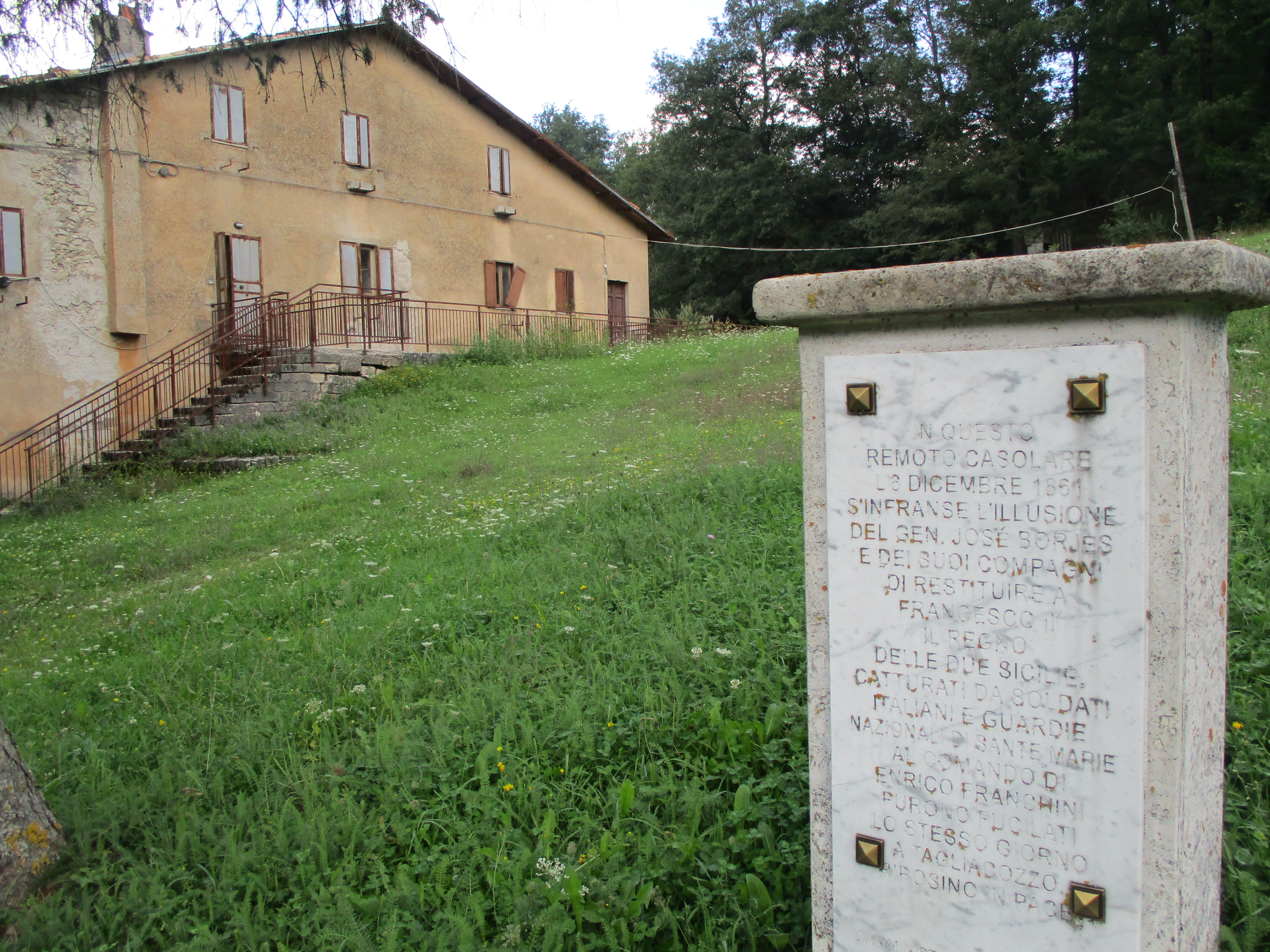
La cascina Mastroddi e la targa in ricordo dell'evento

- Nel 1966, nelle vicinanze della cascina, dove fu catturato il generale spagnolo, fu eretta una targa ricordo dell’evento, sostituita da una più recente nel 2003. La targa originaria, di carattere smaccatamente antiborbonico, fu rimpiazzata da un'altra dai toni più moderati.

La targa del 1966 riportava:
Sulla targa del 2003 fu inciso:
- La spedizione del generale è stata illustrata da Alarico Gattia nel fumetto L'uomo del Sud (1978), tratto dalla collana Un uomo un'avventura.
- Borjes appare nei film 'o Re, di Luigi Magni (1989), interpretato da Luc Merenda e Li chiamarono... briganti!, di Pasquale Squitieri (1999), interpretato da Francesco Mazzini.